# 死ぬのがいいわ
「死ぬのがいいわ」（しぬのがいいわ、英: Shinunoga E-Wa (I'd Rather Die)）は、日本のシンガーソングライター・藤井風の楽曲。2020年（令和2年）5月20日にHEHN RECORDS / ユニバーサルミュージックより発売された1stアルバム『HELP EVER HURT NEVER』に収録されている。

## 音楽性
藤井がアルバム『HELP EVER HURT NEVER』リリース前に自身のYouTubeチャンネルで配信したListening Partyで語ったセルフライナーノーツ。
上京後、買い物帰りに「あなたとこのままおサラバするより 死ぬのがいいわ〜♩」というサビのフレーズが降りてきた。ずいぶん昭和な歌詞とメロディだなと思ったけど、それがイマっぽいトラップ風ビートと合わさったおかげで、絶妙にオモロい個性的な曲になって大満足！
音楽雑誌「MUSICA」でのインタビューでは、親が聴いていた昭和歌謡を聴いて育ったことを「貴重な体験」とし「自身の音楽ルーツの一つには昭和歌謡もある」「歌力が強い」「言葉の数もシンプルなのに、歌が持ってる強度が強い」「昭和歌謡の芯みたいなものに惹かれる」として、そうした昭和歌謡の影響が、旧き良き音楽観と最先端の手法が融合した本楽曲にも反映されているとしている。
特にこの曲は歌としての強度も強いと思ってるし、かつ新しいこともしてるし――そこのバランスが取れた時は凄い満足感があるので、"死ぬのがいいわ" は自分でも凄い好きな曲です。あんまり自分の曲を聴かないんですけど、"死ぬのがいいわ" は結構聴いてしまう。音楽好きの方とかクリエイターの方に誉めていただくことが多い曲でもあるし、自分でも凄く気に入ってますね。
2022年（令和4年）12月28日に放送されたNHK総合『NHK MUSIC SPECIAL「藤井 風 いざ、世界へ」』において、藤井は本楽曲について「そもそも日本では一番聴かれてなくて、でもワシは凄い好きな曲だったんで、何でなんやろうなとはずっと思ってた」と回顧し、後に世界から大反響を受け「うわっ、認めてくれる人おったみたいな。おっ、見つけてくれた見つけてくれたみたいな」と、喜びを感じた事を明かした。
歌詞に込めた意味について「サビの『あなたとこのままおサラバするより 死ぬのがいいわ』という歌詞は、上京してからのドン・キホーテの買い物帰りに頭にシュッと降ってきた」と告白し、歌詞の「あなた」については「自分の中にいる愛しい人、自分の中にいる最強の人にしがみつきたいと」と返答。
「守りたい自分の中の大切な自分ということか」という質問には「そうですね、それを忘れてしまっては死んだも同然みたいな」、自分との対話みたいな？という質問にも「なってると思うんですけど、多分誰もそんな解釈をほとんどしてないと思うんで、それがまた興味深い」と言及した。「自分の理想の形は自分の中で見えとって、それに近づきたくてでも近づけない事もあって、そっからの救いを求めてるというか、もがき、そういう事が閉じ込められている事が多いのかなと」と、楽曲の捉え方を説明した。

## 反響と影響
2022年（令和4年）7月28日、TikTokにタイの利用者が投稿した、本楽曲をBGMに、テレビアニメ『呪術廻戦』のキャラクター・狗巻棘のシーンを編集した約20秒のアニメ・ミュージック・ビデオが人気となり、本楽曲でアニメなどの好きなキャラクターを紹介する動画が次々に投稿されるなど、TikTokを通じてタイでの本楽曲の人気が高まった。
7月30日には、Spotifyにおけるタイの国内バイラルチャートで1位を獲得。藤井もSpotifyの画面のスクリーンショットを自身のTwitterに投稿し「タイで "死ぬのがいいわ" がTikTokとかで広がってくれてるみたい。個人的にめちゃお気に入りの曲だし嬉しい」と喜びを綴った。
本楽曲は、ミュージックビデオもそれまでは公開されていなかったが、2022年（令和4年）8月23日、日本武道館にて2020年（令和2年）に開催されたワンマンライブ「Fujii Kaze "NAN-NAN SHOW 2020" HELP EVER HURT NEVER」での本楽曲の公演映像が、公式YouTubeチャンネルに公開された。
コメント欄にはタイのみならず、インド・エジプト・チュニジア・アルジェリアなど世界各国からの絶賛コメントが寄せられた。以降、YouTubeチャンネルの登録者数は激増し、後に200万人を達成した記念として、「Fujii Kaze LOVE ALL SERVE ALL STADIUM LIVE」用に撮り下ろされた本楽曲の演出用映像も公開された。
ライター・萩原梓は、本楽曲のTikTokでの爆発的な流行について「投稿の多くがこの曲をそれぞれの好きなアイドルやアニメキャラクターの映像と共に使っており、自身の "推し愛" を自由にコンテンツ化している。それがファンコミュニティの間で共有されたことで、大きな流行を生み出したのだと考えられる」としている。
2022年（令和4年）12月31日には、藤井がNHK総合『第73回NHK紅白歌合戦』に生出演しメイン会場であるNHKホールで、観客を前に本楽曲を歌唱した。

### ヒットチャート
- Spotifyの2022年（令和4年）9月17日付のデイリーバイラルチャートでは、国別で公表されている世界73か国全てにチャートイン[11]。以降、同年10月3日付まで連続で73か国チャートインを達成した。デイリーバイラルチャート1位を獲得した国は23か国となった。
- Spotifyの9月4日付のグローバルチャート「Daily Top Songs Global」では159位に初登場、11月13日付では、最高位の57位に達した[12]。Spotifyにおける累計再生回数は、同年11月4日に1億回を突破、2023年（令和5年）1月8日に2億回突破、3月25日には3億回突破まで到達した。
- 同年12月7日にSpotifyが発表した、2022年（令和4年）の音楽やポッドキャストシーンを振り返る年間ランキングのうち「海外で最も再生された国内アーティストの楽曲」において、本楽曲が1位を獲得[13]。また、2023年（令和5年）の年間ランキングにおいても「海外で最も再生された国内アーティストの楽曲」において、本楽曲が2年連続となる1位を獲得した[14]。
- 2022年（令和4年）10月1日付のビルボードのグローバルチャート「Billboard Global 200」では、2週目で118位にチャートイン[15]。2024年（令和6年）には、ビルボードが世界各国で流行している日本の楽曲を順位付けしたJapan Songsにおいて、8月30日から9月5日までの集計期間にシンガポールとインドで1位になった[16]。

## 認定
2023年（令和5年）6月30日、中国語訳の歌詞が収録され、台湾で発売された『HELP EVER HURT NEVER』が、プラチナセールス認定され、『LOVE ALL SERVE ALL』が、ゴールドセールス認定された。同年には『HELP EVER HURT NEVER』が、タイでダブルプラチナ、香港でゴールド、『LOVE ALL SERVE ALL』が、タイでプラチナ、香港でゴールドとして認定された。
2024年（令和6年）6月18日、本楽曲がアメリカレコード協会によるゴールドディスク認定を受けリパブリック・レコードから特注のゴールドディスクの盾を贈られた。